# Groep A
Groep A is een autosport klasse die in 1982 geïntroduceerd werd door de FIA en moest de toenmalige Groep 2 vervangen. De wagens in groep A moesten afgeleid zijn van productiewagens en waren gelimiteerd op vlak van vermogen, gewicht en kosten. Groep A was vooral gericht naar privé teams.

## Homologatie
Om gehomologeerd te worden moesten er van een model gedurende een jaar tijd minstens een speciale serie 2500 exemplaren geproduceerd worden. Van het model zelf moesten er in totaal 25000 exemplaren geproduceerd worden. Tot 1991 was het minimumaantal 5000 per jaar en mochten er speciale "evolutie" versies gemaakt worden. Daarvan moesten er minstens 500 exemplaren zijn. De reglementen verplichtten ook dat een aantal onderdelen zoals deurpanelen en het dashboard behouden bleven.

## Circuit wedstrijden
Voor circuitwedstrijden waren vooral de Ford Sierra Cosworth, Nissan Skyline GT-R en BMW M3 erg populair. Groep A bestond uit verschillende categorieën.
- Divisie 1 - wagens met meer dan 2500cc
- Divisie 2 - 1600-2500cc
- Divisie 3 - minder dan 1600cc

Groep A werd niet meer gebruikt in 1994. Het Duitse DTM voerde een 2.5 liter klasse in, maar de meeste kampioenschappen kozen voor en reglementen zoals in het Britse BTCC en beperkten de wagens tot 2000cc. 

## Rally
In het WRC waren de gebruikte wagens verbeterde versies van wagens zoals de Lancia Delta Integrale, Toyota Celica GT-Four, Subaru Impreza WRX en Mitsubishi Lancer Evolution, die allemaal beschikten over een turbo en vierwielaandrijving. Om voor homologatie in aanmerking te komen moesten er minstens 5000 exemplaren van gemaakt worden. In 1994 werd dit beperkt tot 2500. De wagens werd verder verbeterd om meer vermogen te verkrijgen en de ophanging en banden werden aangepast aan de specifiek omstandigheden van een bepaalde rally. De groep A regels gelden nog steeds maar de snelste wagens zijn nu World Rally Cars, te vergelijken met een sterk verbeterde groep A wagen. De laatste succesvolle groep A in het WRC was de Mitsubishi Lancer Evo VI.

## De wagens
- Alfa Romeo 33
- Alfa Romeo 75
- Alfa Romeo Alfasud
- Alfa Romeo Alfetta GTV6
- Audi Coupé GT5E
- Audi 80 GLE
- Austin Metro
- BMW 5 series
- BMW 635 CSi
- BMW 323i
- BMW M3 E30
- Ford Capri
- Ford Escort RS 1600i
- Ford Escort RS Cosworth
- Ford Sierra Cosworth RS500
- Ford Sierra XR4i
- Holden Commodore VL
- Holden Commodore VK
- Honda Civic 3rd gen./EF/EG
- Jaguar XJS
- Lancia Delta Integrale
- Maserati Biturbo
- Mazda 323 GTX/GT-R
- Mazda 929
- Mazda RX-7 SA22
- Mercedes-Benz 190E 2.3-16

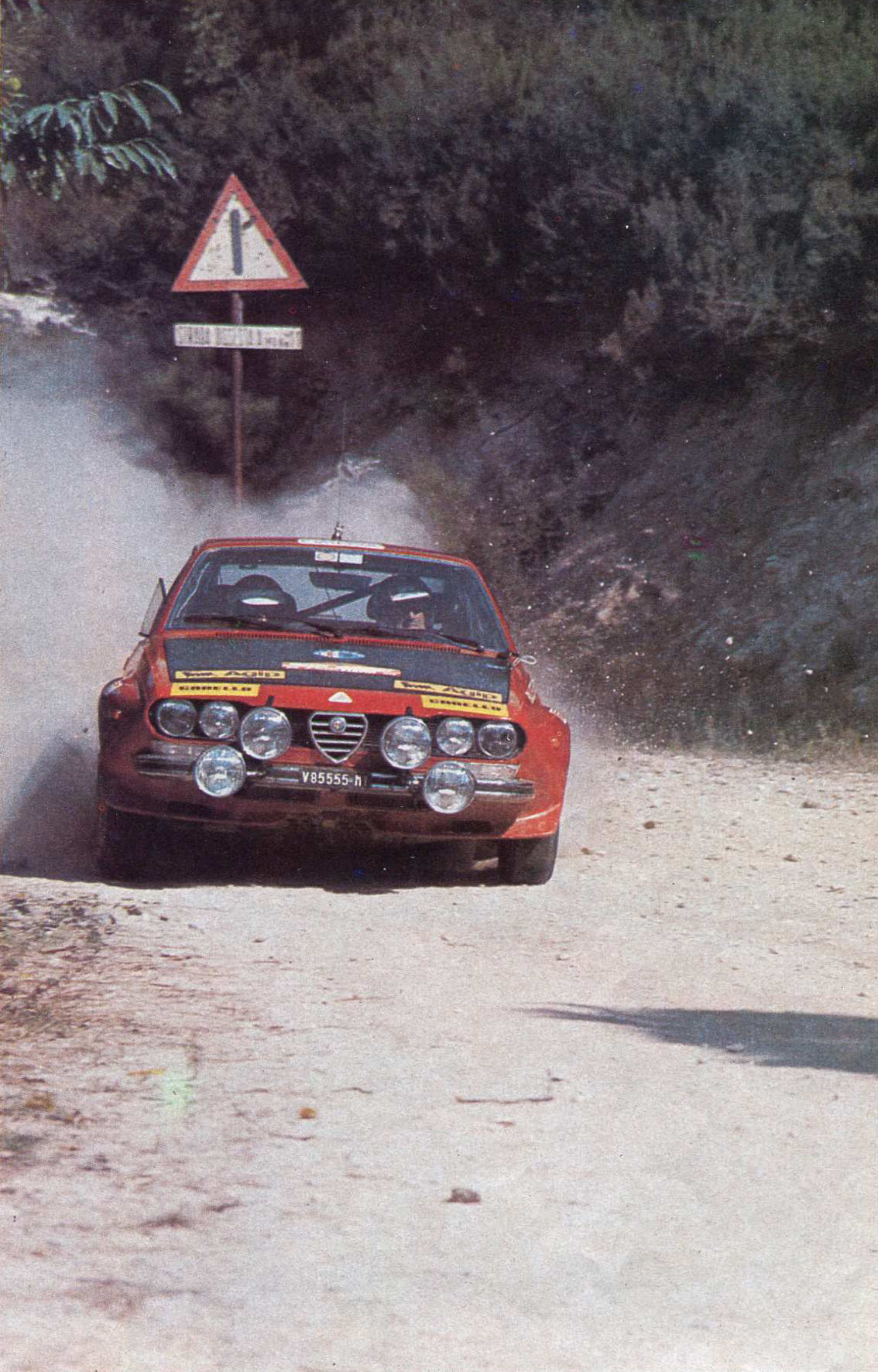
Amilcare Ballestrieri en co-piloot Mauro Mannini in een Alfa Romeo Alfetta (Groep A)

- Mitsubishi Lancer Evolution I - VI
- Mitsubishi Starion
- Nissan Pulsar EN13
- Nissan Skyline RS-X
- Nissan Skyline GTS-R
- Nissan Skyline GT-R R32
- Opel Ascona
- Opel Monza 3.0E
- Rover SD1 3500/Vitesse
- Simca Rallye 3
- Subaru Impreza
- Talbot Sunbeam TI
- Toyota Corolla Levin AE86
- Toyota Celica ST162
- Toyota Celica GT-Four ST165, ST185, ST205
- Toyota Corolla FX AE82
- Toyota Corolla Levin AE92
- Toyota Corolla Levin AE101
- 1988 Toyota Supra Turbo-A
- Vauxhall Astra GTE/Opel Kadett GSi
- Volvo 240 turbo
- VW Golf GTI
- VW Scirocco